# Sarıyaprak, Yerköy
Sarıyaprak là một xã thuộc huyện Yerköy, tỉnh Yozgat, Thổ Nhĩ Kỳ. Dân số thời điểm năm 2010 là 394 người.